# Mindanao Settentrionale
Mindanao Settentrionale (in tagalog: Hilagang Mindanao; in inglese: Northern Mindanao) è una regione  delle Filippine posta nella parte centro-settentrionale dell'isola di Mindanao. Il capoluogo regionale è la città di Cagayan de Oro.
Le province che fanno capo a questa regione, ufficialmente la Regione X, sono: Camiguin, isola nel mare di Bohol, le province costiere di Lanao del Norte, Misamis Occidental e Misamis Oriental, e quella di Bukidnon nell'interno.

## Geografia fisica
La regione occupa la parte settentrionale di Mindanao, tra la penisola di Zamboanga ad ovest e la valle dell'Agusan ad est dove confina con al regione di Caraga. A nord è bagnata dal Mare di Bohol oltre il quale c'è la regione di Visayas Centrale mentre a sud nella parte interna e montuosa dell'isola, confina, da ovest ad est, con le regioni del Mindanao Musulmano, Soccsksargen e Davao.
La provincia di Lanao del Norte si affaccia a nord sulla baia di Iligan nel Mare di Bohol e a sud, unica nella regione, sulla baia di Illana nel Mare di Celebes.

### Suddivisioni amministrative
La regione si divide in 5 province. Vi sono 2 città indipendenti, 6 città componenti e 85 municipalità.

#### Province
- Bukidnon
- Camiguin
- Lanao del Norte
- Misamis Occidental
- Misamis Oriental

#### Città
Città indipendenti:
- Cagayan de Oro (Misamis Oriental) - Città altamente urbanizzata HUC
- Iligan (Lanao del Norte) - Città altamente urbanizzata HUC

Città componenti:
- Gingoog (Misamis Oriental)
- Malaybalay (Bukidnon)
- Oroquieta (Misamis Occidental)
- Ozamis (Misamis Occidental)
- Tangub (Misamis Occidental)
- Valencia (Bukidnon)

## Economia
Il 60% del Mindanao Settentrionale è coperto da foreste. È sviluppata la pesca e tra le coltivazioni spiccano mais e banane.
La regione fa parte di un'area sottoposta a piani di sviluppo (North Coast Economic Growth Cluster o NCEGC), creata con l'intenzione di aiutare sia l'agricoltura che l'industria. In altre zone del Paese la produzione agricola si è rallentata o per difficoltà contingenti, come nel Luzon Centrale, o perché si sono fatte scelte politiche verso altri settori. Qui c'è la possibilità e la volontà di crescere in tutti i settori, date le ottime potenzialità del territorio.